# جيمس جارفيلد
جيمس أبرام جارفيلد (بالإنجليزية: James Abram Garfield)‏؛ (19 نوفمبر 1831 أوهايو - 19 سبتمبر 1881 نيوجرسي )، الرئيس العشرين للولايات المتحدة الأمريكية من 4 مارس 1881 إلى 19 سبتمبر 1881. يعتبر صاحب ثاني أقصر فترة رئاسة لرئيس أمريكي بعد وليام هنري هاريسون، حيث تعرض لعملية اغتيال في 2 يوليو 1881 أدت إلى وفاته في 19 سبتمبر. انتخب جارفيلد إلى مجلس النواب لتسع فترات، وتم انتخابه لعضوية مجلس الشيوخ قبل ترشحه للبيت الأبيض، رغم أنه تخلى عن مقعده في مجلس الشيوخ عندما انتخب رئيسا. هو عضو مجلس النواب الوحيد إلى الآن الذي ينتخب للرئاسة وهو يشغل مقعدا في المجلس.
تربى جارفيلد في بيئة متواضعة على يد أمه الأرملة في مزرعة في ولاية أوهايو. وعمل في وظائف مختلفة في شبابه، مثل عمله متن قارب في القناة. دخل جارفيلد عدة مدارس في أوهايو، ثم درس في كلية ويليامز في ويليامزتاون، ماساتشوستس وتخرج منها في عام 1856. دخل جارفيلد السياسة بعد ذلك بعام واشترك في الحزب الجمهوري. تزوج من لوكريشيا رودولف في عام 1858، وكان عضوا في مجلس شيوخ ولاية أوهايو (1859-1861). عارض جارفيلد انفصال الكونفدرالية، ودخل جيش الاتحاد برتبة لواء خلال الحرب الأهلية الأمريكية، وقاتل في معارك شيلوه وميدل كريك وتشيكاموغا. انتخب إلى الكونغرس أول مرة في عام 1862 لتمثيل المنطقة 19 في ولاية أوهايو. وخلال الفترة التي جارفيلد في الكونغرس بعد الحرب الأهلية، فقد أيد معيار الذهب بقوة، واكتسب سمعة كخطيب ماهر. وافق جارفيلد في البداية مع آراء الجمهوريين المتطرفة بشأن إعادة الإعمار، ولكنه فضل لاحقا أن يتخذ نهجا معتدلا لتطبيق قوانين الحقوق المدنية للمعتقين.
في المؤتمر الوطني للحزب الجمهوري عام 1880، حضر عضو مجلس الشيوخ المنتخب جارفيلد كمدير حملة وزير الخزانة جون شيرمان، وأعطاه خطاب الترشيح للرئاسة. لم يكسب شيرمان أو منافسيه - يوليسيس غرانت وجيمس بلين - ما يكفي من الأصوات لتأمين الترشيح، فاختار المندوبون جارفيلد كحل وسط على ورقة الاقتراع السادسة والثلاثين. قدم جارفيلد حملة خجولة في انتخابات العام 1880، وهزم المرشح الديمقراطي وينفيلد سكوت هانكوك بفارق ضئيل.
وتضمنت إنجازات جارفيلد كرئيس عودة السلطة الرئاسية ضد وساطة مجلس الشيوخ في التعيينات التنفيذية، وتنشيط القوة البحرية الأمريكية، وتطهير الفساد في مكتب البريد، كلها خلال فترة حكمه القصيرة. وكان لجارفيلد دور بارز في تعيينات المناصب الدبلوماسية والقضائية البارزة، بما في ذلك المحكمة العليا. كما عزز سلطات الرئيس عندما تحدى السيناتور القوي من نيويورك، روسكو كونكلينغ، بتعيين ويليام روبرتسون لمنصب جابي ميناء نيويورك، وبدأ نزاعا معه انتهى بتثبيت روبرتسون واستقالة كونكلينغ من مجلس الشيوخ. أيد جارفيلد التكنولوجيا الزراعية، وتعليم جمهور الناخبين، والحقوق المدنية للأميركيين السود. واقترح أيضا إجراء إصلاحات كبيرة في الخدمات المدنية، والتي وافق عليها الكونغرس في النهاية عام 1883 والتي وقع عليها خلفه، تشستر آرثر، باسم قانون بندلتون لإصلاح الخدمة المدنية. انتهت رئاسته بسرعة وبعد مائتي يوم فقط، وقضى شهرين منها عليل الجسد وهو يتعافي من الهجوم، لا يذكر جارفيلد اليوم إلا بعملية اغتياله. وغالبية المؤرخين لا يدرجون اسمه في تصنيف رؤساء الولايات المتحدة بسبب قصر فترته الرئاسية.

## الطفولة والنشأة

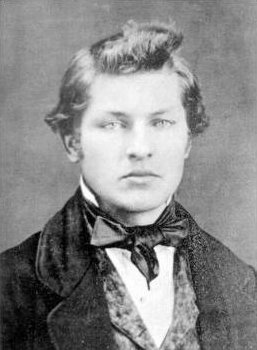
جيمس غارفيلد في السن 16

وُلد جيمس جارفيلد الطفل الأصغر بين خمسة أطفال في 19 نوفمبر 1831، في كوخ في بلدة أورانج في موريلاند هيلز بأوهايو. بقيت بلدة أورانج تابعة للمستودع الغربي حتى عام 1800، وكما هو الحال بالنسبة للعديد من المقيمين هناك، جاء أجداد جارفيلد الأوائل من نيو إنجلاند، هاجر جده الأكبر، إدوارد جارفيلد، من هيلمورتون في وركشير بإنجلترا إلى ماساتشوسيتس قرابة عام 1630. وُلد والد جيمس، أبرام، في ورسستر بنيويورك وجاء إلى أوهايو سعيًا وراء حب طفولته، ميهيتابل بالو، ليجدها قد تزوجت. تزوج من أختها إليزا، التي وُلدت في نيو هيمسفير. سُمي جيمس باسم أخ أكبر مات في طفولته.
في بداية عام 1833، التحق أبرام وإليزا بكنيسة المسيح، وهو القرار الذي ساهم في تشكيل حياة ابنهم الأصغر. تُوفي أبرام جارفيلد في وقت لاحق من نفس العام؛ ونشأ ابنه في فقر في بيت أدارته صاحبة الإرادة القوية إليزا. كان جيمس طفلها المفضل، وبقي الاثنان بالقرب من بعضهما البعض لبقية حياته. تزوجت إليزا جارفيلد مرة أخرى في 1842، ولكن بعد فترة قصيرة تركت زوجها الثاني، وارين بيلدين (وربما ألفريد بيلدين)، ومُنحت طلاقًا مخزيًا في 1850. اتخذ جيمس جانب والدته وعند وفاة بيلدين في 1880، دوّن جيمس الحدث في مذكراته برضا. استمتع جيمس بحكايات والدته عن نسبها، وخاصة جد جدها الويلزي وأجداده الذين خدموا كفرسان في قلعة كيرفيلي.
تعرض جارفيلد يتيم الأب الفقير للسخرية من زملائه من الصبية، وخلال حياته كان شديد الحساسية للإهانات. هرب من خلال القراءة، فقد قرأ كل الكتب التي استطاع إيجادها. ترك المنزل في عمر السادسة عشر في 1847. رفضته السفينة الوحيدة الموجودة في ميناء كليفلاند، ولكنه وجد عملًا على زورق ضيق، ليصبح مسؤولًا عن إدارة البغال التي تسحبه. عاد ذلك العمل بالنفع على هوراشيو ألجر، الذي كتب السيرة الذاتية لجارفيلد في 1880.
بعد ستة أسابيع، دفع المرض بجارفيلد نحو العودة للديار، وخلال فترة التعافي، جعلته والدته مع أحد مسؤولي التعليم المحليين يعدهم بتأجيل عودته للقنوات لمدة عام والذهاب إلى المدرسة. وبالتالي، بدأ جارفيلد في عام 1848 بالدراسة في مدرسة جوغا بالقرب من بلدة شيستر في ريف جوغا بأوهايو. قال جارفيلد عن طفولته لاحقًا: «أنا أتحسر على أنني وُلدت فقيرًا، وفي فوضى الطفولة تلك، مر سبعة عشر عامًا قبل أن أجد ما يلهمني… سبعة عشر عامًا حيث يمكن لأي طفل لديه أب وبعض الثروة أن يكون مستقرًا بالطرق الرجولية».

## التعليم والزواج وبداية العمل
في مدرسة جوغا، التي حضر فيها بين 1848 و 1850، تعلم جارفيلد مواد مدرسية لم يكن لديه الوقت الكافي لها في الماضي. برز جارفيلد كطالب، وكان مهتمًا بصورة خاصة باللغات وفن الخطابة. بدأ يقدّر القوة التي يتمتع بها الخطيب على المستمعين، كاتبًا أن منصة الخطيب «تخلق بعض الإثارة. أنا أعشق الانفعال والتحري والمجد في الدفاع عن الحقيقة غير الشائعة ضد الجهل الشائع». كانت جوغا مدرسة مشتركة، وانجذب جارفيلد لواحدة من زميلاته الطالبات، لوكريشا غارفيلد، التي تزوجها لاحقًا. لتحمل تكاليف بقائه في جوغا عمل مساعدًا لنجار ومدرسًا. انزعج جارفيلد من حاجته للتنقل من قرية إلى أخرى لإيجاد مكان يعمل فيه كمعلم، وتطور بعدها كرهه لما أسماه «السعي وراء الأماكن»، الذي أصبح، كما ذكر «قانون حياتي». في السنوات التالية، أدهش أصدقاءه بترك المناصب التي كان يمكن أن تكون له بالقليل من التسييس. حضر جارفيلد في الكنيسة لإرضاء والدته أكثر من عبادة الرب، ولكنه مر بصحوة دينية في نهاية المراهقة، وحضر العديد من اجتماعات المخيم، حيث وُلد من جديد في إحداها في 4 مارس 1850، عندما تعمد للمسيح عن طريق غمره في المياه المتجمدة في نهر تشارجن.

## عمله في الجيش

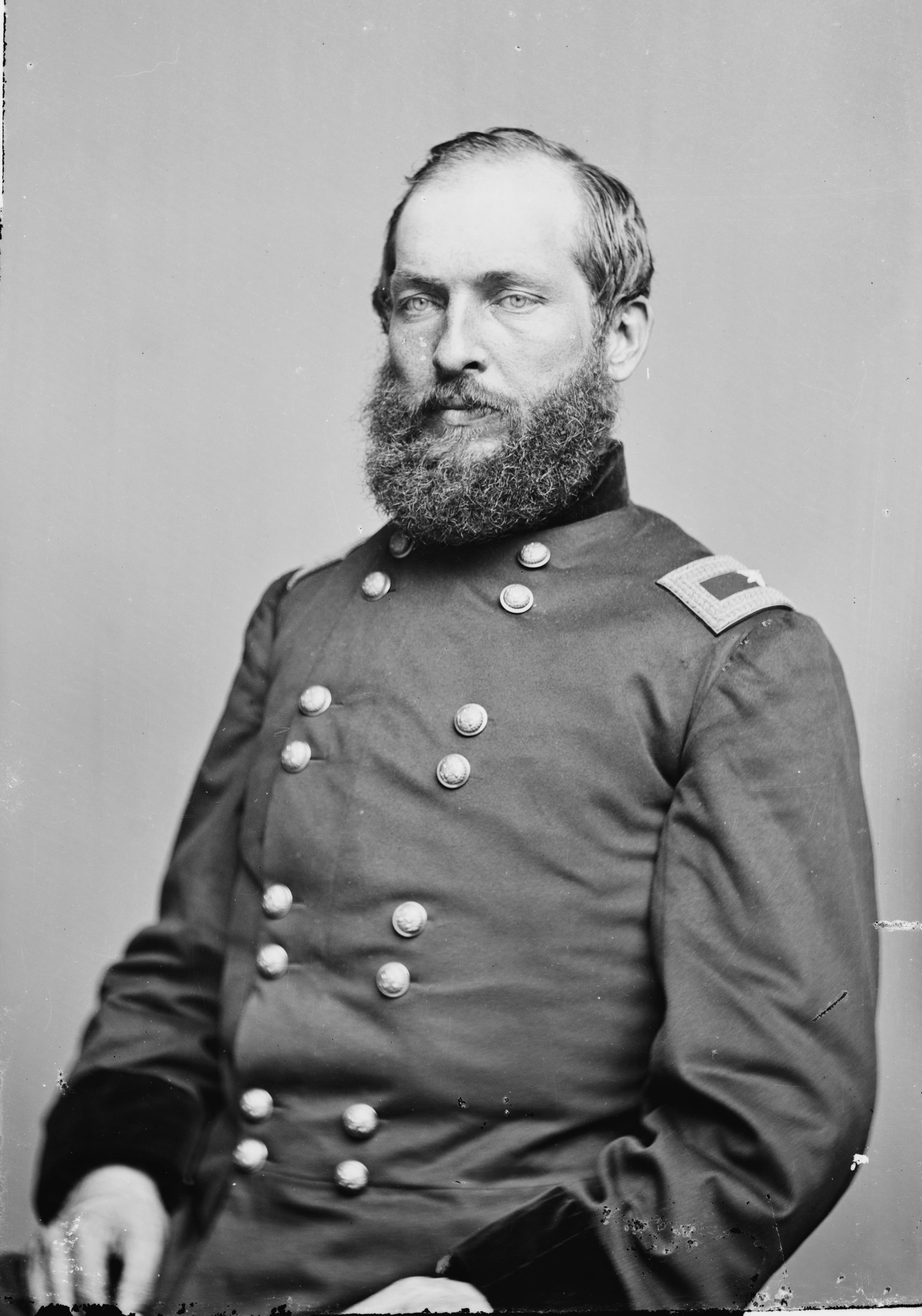
الرئيس غارفليد برتبة جنرال في الجيش الاتحادي أثناء الحرب الأهلية الأمريكية

عمل غارفيلد في الجيش الاتحادي خلال الحرب الاهلية الأمريكية برتبة جنرال .

وفي عام 1863 دخل إلى مجلس النواب الأمريكي عن ولاية أوهايو .

## ترشحه للرئاسة

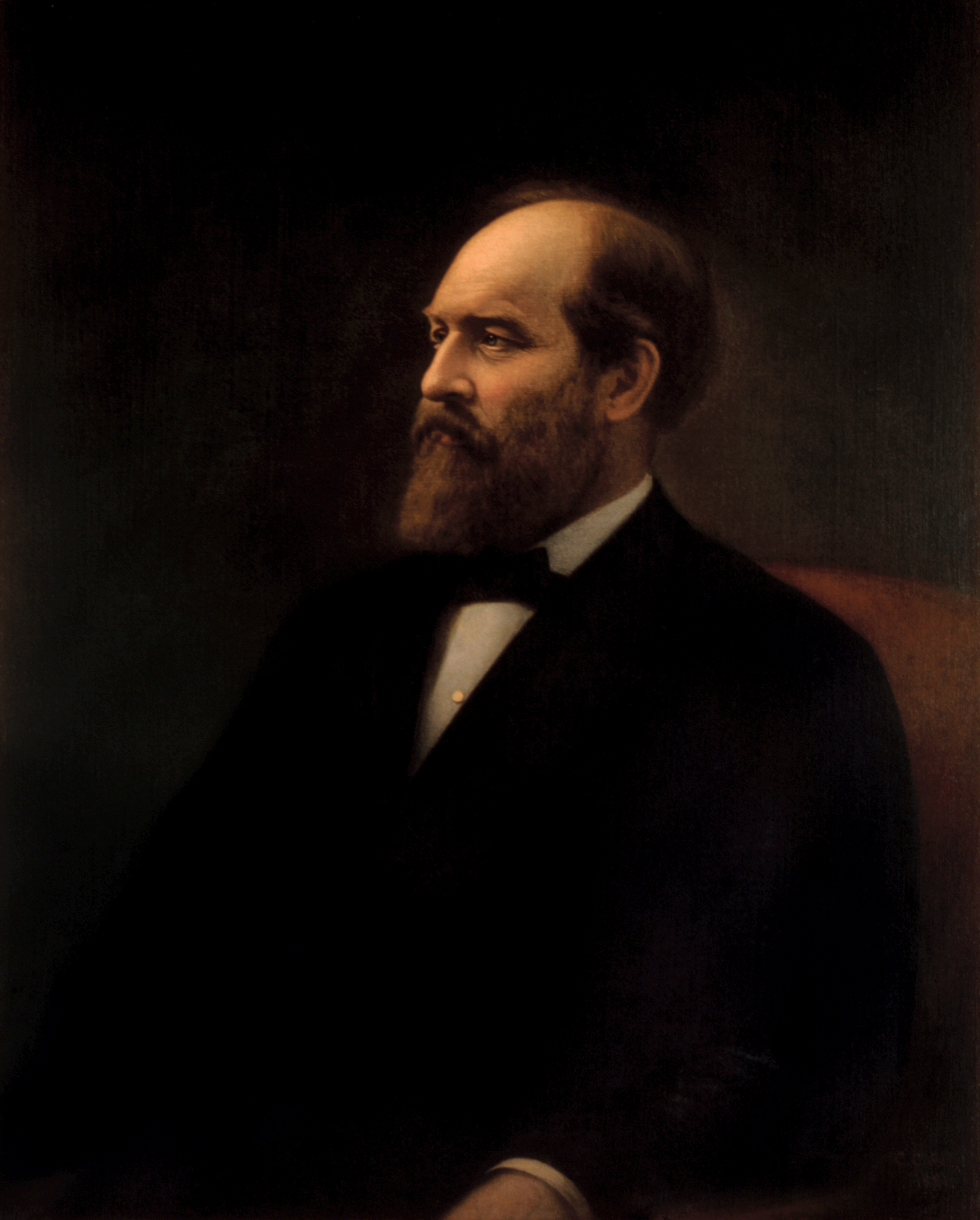
الرئيس غارفيلد في مكتبه في البيت الأبيض

في عام 1863، كان الحزب الجمهوري منقسماً على نفسه حول قضية الجنوب وكيفية التعامل معه وإجراء الإصلاحات باعتباره جزءاً من الاتحاد ... وهكذا جرى التصويت 36 مرة، وفاز غارفيلد بصفته الحل الوسط بين المرشحين .

## مشاكل الداخلية
كان الرئيس غارفيلد يعاني من مشاكل داخلية ضمن حزبه ( الحزب الجمهوري ) ، خاصة عندما استقال الرجلان اللذان يمثلان نيويورك في مجلس الشيوخ .

## اغتياله

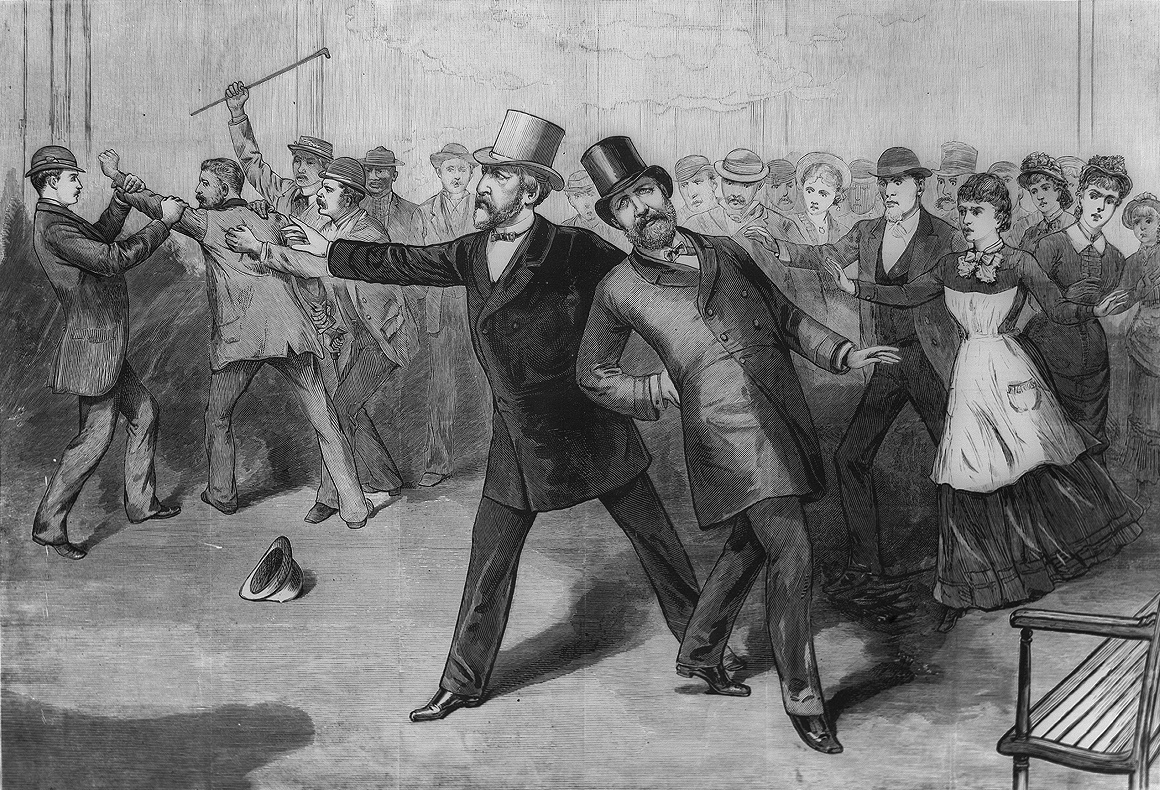
القاتل تشارلز غيتو يطلق النار على الرئيس الأمريكي جيمس غارفيلد

في يوم 16 حزيران قرر الرئيس وزوجته السفر إلى لونغ برانش في نيوجيرسي . قرأ غيتو الخبر وصمم على اغتيال الرئيس قبل أن يستقلّ القطار ، لكنه تمالك أعصابه لدى رؤية زوجة الرئيس وهي تمسك ذراع زوجها، ولذلك لم يطلق النار .

جاءت فرص كثيرة، ومرت دون أن ينفذ غيتو مؤامرته، ثم كتب خطاباً إلى الشعب الأمريكي ، ثم كتب رسالة يمنح فيها صحيفة نيويورك هيرالد حقوق نشر كتابه الحقيقة على حلقات، ثم كتب رسالة يوصي فيها بوضع مسدسه في المكتبة العامة التابعة لوزارة الخارجية .

في تلك الأثناء، كان الرئيس غارفيلد وبعد مضي أربعة أشهر على وجوده في منصب الرئاسة يحضّر لقضاء إجازة على يخت . 

كان رقم العربة التي نقلت الرئيس خارج واشنطن 222 ، وهو نفس رقم غيتو في فندق ريغ .

وصل الرئيس إلى محطة القطارات، وكان غيتو ينتظره هناك. وفي غرفة الانتظار، ومن خلف أحد المقاعد، مدّ غيتو يده إلى جيبه، وأخرج المسدس، ثم عبر غرفة الانتظار باتجاه الرئيس .. وأطلق النار .

تقطّعت أنفاس الرئيس، وسقط إلى الأمام. لقد اخترقت الرصاصة ظهره، وهشمت الفقرتين 11 و 12 من عموده الفقري ثمّ استقرت خلف البنكرياس .

اندفع غيتو من جديد وأطلق النار مرة أخرى، لكن الرصاصة انحرفت عن هدفها، بينما انهار الرئيس وسقط أرضاً .

حاول غيتو الهروب لكن الشرطي باتريك كيرني اعترض طريقه، وقبض عليه .

أُخذ القاتل إلى سجن واشنطن، وأُودع في زنزانة كان ينزل فيها أحد لصوص القبور .

جاءت عربة إسعاف يجرها حصان، ونقلت الرئيس إلى البيت الأبيض ، وحتى هذه اللحظة لم يمت الرئيس .

استدعي ألكسندر غراهام بيل، وهو مخترع جهاز الهاتف ، وقد جلب معه جهازاً جديداً من اختراعه . لتحديد مكان الرصاصة في جسم الرئيس . كما استدعي الدكتور جوزيف بارنيس الذي حضر عملية علاج الرئيس ابراهام لينكولن في السابق ؛ لاستخلاص الرصاصة من جسم الرئيس غارفيلد .

استمرت حالة الرئيس الجريح في التحسّن، وتنفّست البلاد الصعداء، ولكن في يوم 23 يوليو تموز ارتفعت حرارته بشكل مفاجئ، وخيّم الحزن على البيت الأبيض والبلاد كلها، لكن الرئيس تعافى بعدها . 

مرة أخرى، وفي يوم 10 أغسطس، كان الرئيس يستأنف عمله في البيت الأبيض، ويوقع الأوراق وهو راقد في فراشه، ولكن الصيف مرّ على الرئيس بين انتكاسة صحية ومعاناة .. المرة تلو الأُخرى ... ولذلك مالت صحة الرئيس نحو الهزال . 

وفي السادس من شهر سبتمبر تقرّر انتقال الرئيس إلى إيلبورن في نيوجيرسي ، واتخذت جميع الترتيبات لتكون رحلة الرئيس هادئة ومريحة .

انقلبت الأوضاع يوم 19 من شهر أيلول سبتمبر، فقد استيقظ الرئيس وهو يعاني من البرد الشديد .. وبدت قوّته تتلاشى مع مرور الساعات .. وفي الساعة العاشرة والنصف صباحاً .. فارق الرئيس غارفيلد الحياة .

## محاكمه قاتل الرئيس

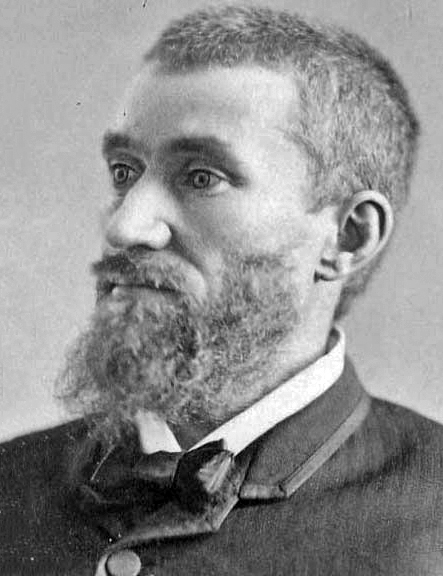
تشارلز غيتو الذي قتل الرئيس غارفيلد

حيّر غيتو المحكمة، فقد كان أحياناً ينغمس في الغناء، وكان يدعي أحياناً الجنون .. 

أما الإدعاء من جهته، فقد عرض الرصاصة التي استخرجت من جسم الرئيس، وصارت تتناقلها أيدي المحلّفين في المحكمة .. وأيدى بقية الحضور في المحكمة .. بما فيهم القاتل غيتو . 

وفي يوم 25 من شهر يناير سنة 1882م قرر المحلفون أن غيتو مذنب ومجنون في الوقت نفسه ...

## إعدامه
حلّ موعد الإعدام، يوم 30 من شهر يونيو سنة 1882م، حيث تمكن 250 شخصاً من دخول ساحة السجن لمشاهدة عملية إعدامه شنقاً ... ، وكان آخر كلماته قالها : المجد.. المجد.. المجد...

## العواقب المباشرة بعد اغتيال الرئيس غارفيلد

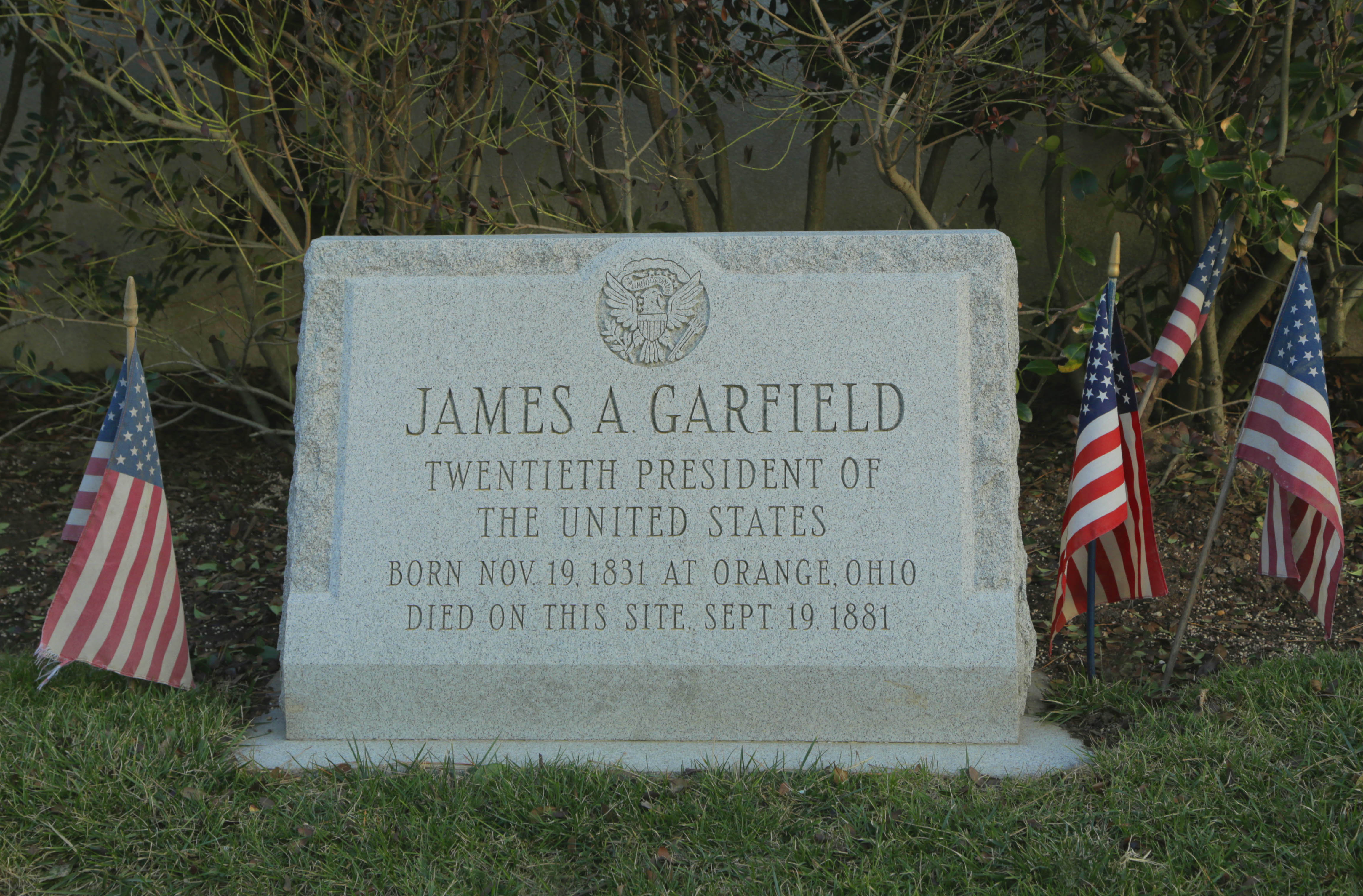
ضريح الرئيس الأمريكي جيمس غارفيلد.

بعد موت الرئيس، صار تشيستر آرثر رئيساً للولايات المتحدة الأمريكية ، وهو الذي جعل الكونغرس يصدر قانوناً ينظم عملية تكليف السفراء، وذلك كي لا يتصل أي شخص مباشرة مع الرئيس طالباً التعيين في أي منصب، وبالتالي يحقد عليه في حال رفض طلبه كما حصل في قضية غيتو التي قادته إلى انتقام دموي وإجرامي .

## معرض صور

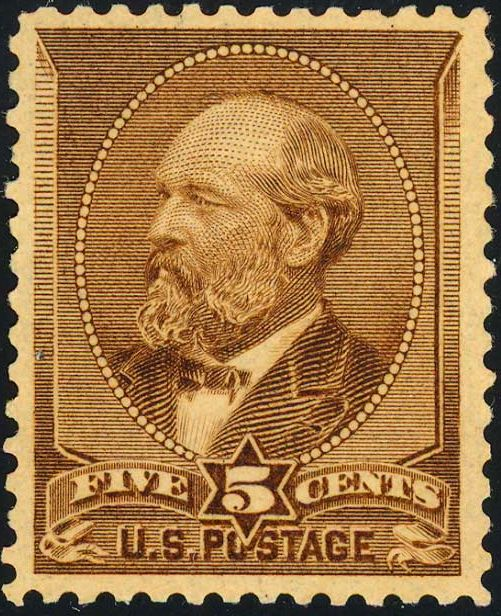
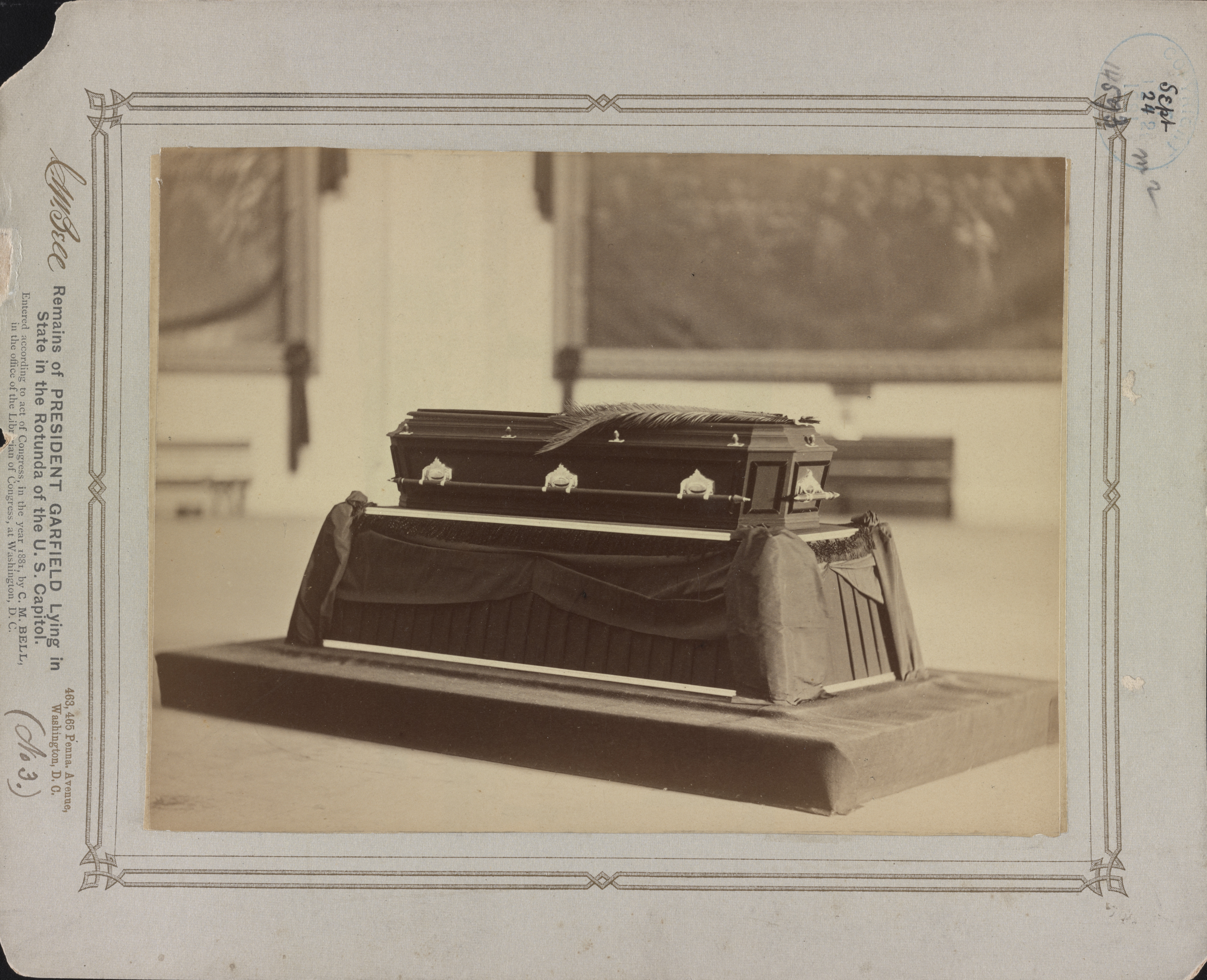
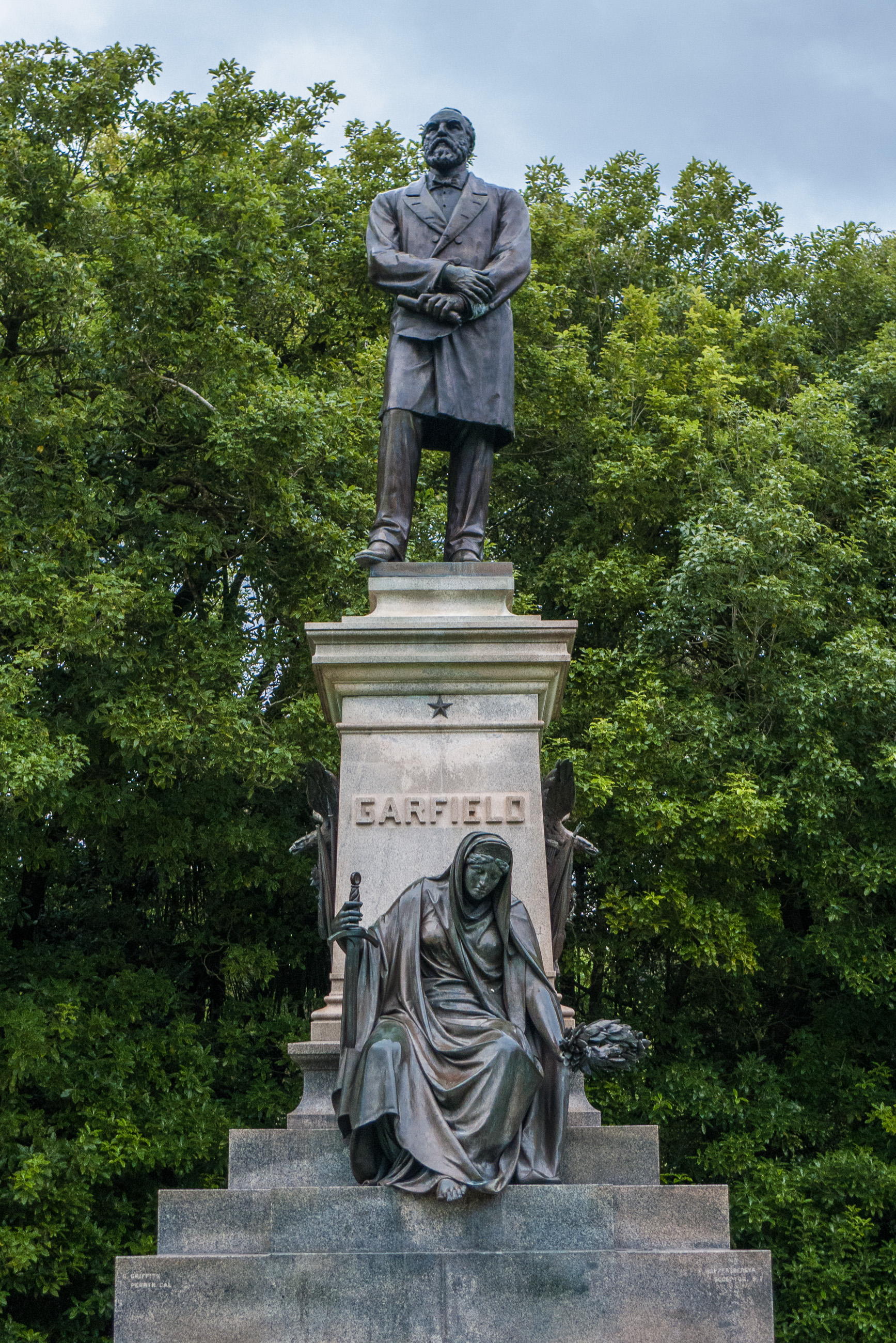
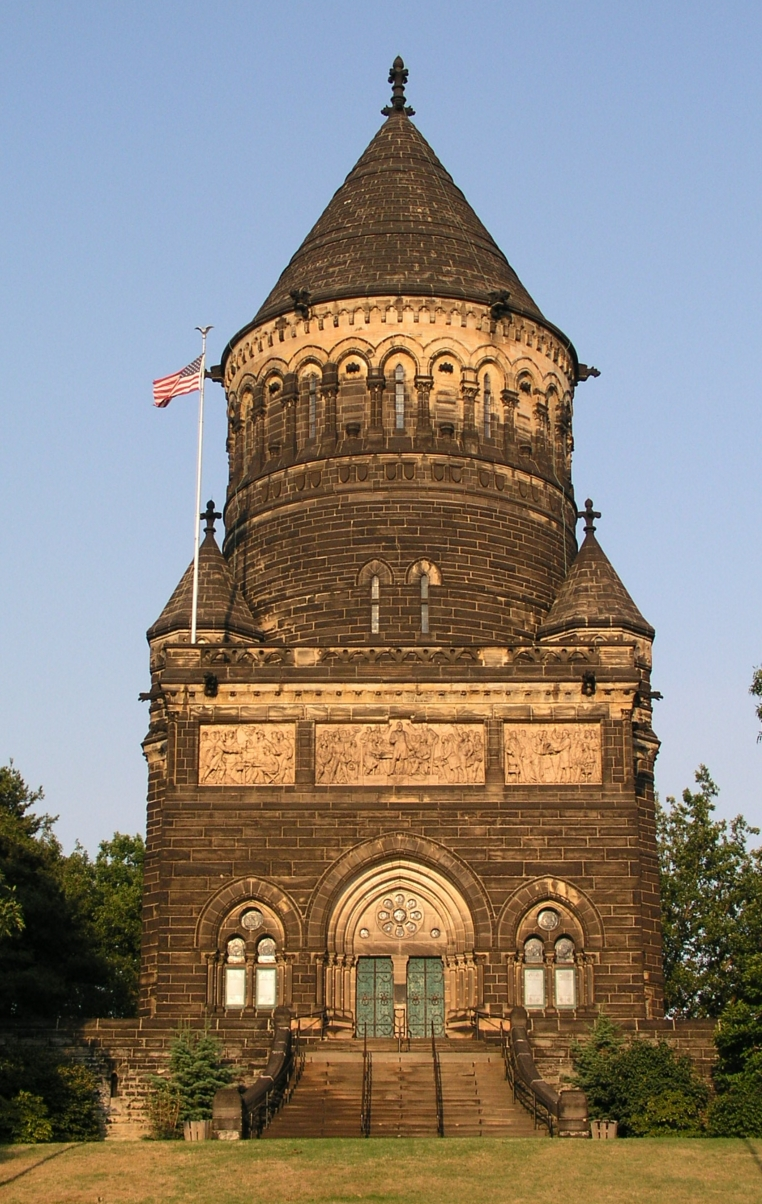

## روابط خارجية
- جيمس جارفيلد على موقع الموسوعة البريطانية (الإنجليزية)
- جيمس جارفيلد على موقع إن إن دي بي (الإنجليزية)